# Krisztián Berki
Krisztián Berki (n. 18 martie 1985, Budapesta, Republica Populară Ungară) este un gimnast artistic ce a reprezentat Ungaria, medaliat olimpic. A participat la o ediție a Jocurilor Olimpice (2012) în care a câștigat o medalie de aur.

## Participări
Lista de mai jos prezintă principalele competiții la care a participat Krisztián Berki de-a lungul carierei.
- gymnastics at the 2012 Summer Olympics – men's pommel horse[*]